# Cheracebus
Cheracebus – rodzaj ssaków naczelnych z podrodziny titi (Callicebinae) w rodzinie sakowatych (Pitheciidae).

## Rozmieszczenie geograficzne
Rodzaj obejmuje gatunki występujące w zachodnio-północnej Ameryce Południowej.

## Morfologia
Długość ciała (bez ogona) 23,2–45 cm, długość ogona 41–51 cm; masa ciała 1100–1500 g.

## Systematyka
Rodzaj zdefiniował w 2016 roku międzynarodowy zespół zoologów (Brytyjczycy Hazel Byrne, Anthony Brome Rylands, Colin Peter Groves i Jean Philippe Boubli, Brazylijczycy Jeferson C. Carneiro, Fabricio Bertuol, Maria Nazareth Ferreira da Silva, Mariluce Messias, Izeni Farias, Horacio Schneider i Iracilda Sampaio, Amerykanie Jessica Lynch Alfaro i Russell Alan Mittermeier oraz Czech Tomáš Hrbek) w artykule poświęconym powiązaniom filogenetyczne w obrębie rodzaju Callicebus wraz z pierwszą oceną taksonomii opartej na dowodach molekularnych, opublikowanym w czasopiśmie Frontiers in Zoology. Gatunkiem typowym jest (oznaczenie oryginalne) titi czarny (Ch. lugens).

### Etymologia
- Torquatus: łac. torquatus ‘obrożny’, od torques ‘obroża, naszyjnik’, od torquere ‘skręcać’[6]. Gatunek typowy: Callithrix torquata Hoffmannsegg, 1807.
- Cherocebus: gr. χηρα khēra ‘wdowa’; κηβος kēbos ‘długoogoniasta małpa’[1].

### Podział systematyczny
Takson wyodrębniony na podstawie danych molekularnych z Callicebus. Do rodzaju należą następujące gatunki:
| Grafika | Gatunek              | Autor i rok opisu                                       | Nazwa zwyczajowa | Podgatunki         | Rozmieszczenie geograficzne | Podstawowe wymiary                         | Status IUCN |
| ------- | -------------------- | ------------------------------------------------------- | ---------------- | ------------------ | --- | ------------------------------------------ | ----------- |
|         | Cheracebus lucifer   | (O. Thomas, 1914)                                       | titi żółtoręki   | gatunek monotypowy | południowo-wschodnia Kolumbia, północno-wschodni Ekwador, północno-wschodnie Peru i północno-zachodnia Brazylia (pomiędzy rzekami Caquetá/Japurá na północy i rzekami Napo/Solimões na południu); zakres wysokości: 100–300 m n.p.m.                                 | DC: 35–41 cm DO: 45–48 cm MC: około 1,5 kg | LC          |
|         | Cheracebus medemi    | (Hershkovitz, 1963)                                     | titi kolumbijski | gatunek monotypowy | endemit Kolumbii (Putumayo (na wschód od podnóży Andów, między górnym biegiem rzeki Caquetá a rzeką Putumayo; niejasna wschodnia granica zasięgu)); zakres wysokości: 100–450 m n.p.m.                                                                               | DC: 23–36 cm DO: 42–49 cm MC: 1,1–1,5 kg   | VU          |
|         | Cheracebus regulus   | (O. Thomas, 1927)                                       | titi rudogłowy   | gatunek monotypowy | endemit Brazylii (Amazonas (na południe od rzeki Solimões, na wschód od dolnej rzeki Javari, na zachód od dolnej rzeki Juruá; południowa granica zasięgu niejasna)); zakres wysokości: 100–200 m n.p.m.                                                              | DC: 37–45 cm DO: 44–49 cm MC: 1–1,5 Kg     | LC          |
|         | Cheracebus torquatus | (Hoffmannsegg, 1807)                                    | titi obrożny     | gatunek monotypowy | endemit Brazylii (Amazonas (na południe od rzeki Solimões, na wschód od dolnej rzeki Juruá, na zachód od systemu rzecznego Purús/Tapauá; południowa granica zasięgu niejasna)); zakres wysokości: 100–1000 m n.p.m.                                                  | DC: 30–40 cm DO: 41–49 cm MC: 1–1,5 kg     | LC          |
|         | Cheracebus lugens    | (Humboldt, 1812)                                        | titi czarny      | gatunek monotypowy | wschodnia Kolumbia, południowa Wenezuela i północno-zachodnia Brazylia (na północ od rzeki Caquetá, na południe od rzeki Ventuari i środkowego biegu rzeki Orinoko do rzeki Japurá i rzeki Solimões, na wschód do rzeki Branco); zakres wysokości: 100–1000 m n.p.m. | DC: 30–40 cm DO: 41–49 cm MC: 1–1,5 kg     | LC          |
|         | Cheracebus aquinoi   | Rengifo, D’Elía, G. García, Charpentier & Cornejo, 2022 |                  | gatunek monotypowy | endemit Peru (Loreto między rzekami Nanay i Tigre) | brak danych                                | NE          |

Kategorie IUCN:  LC  – gatunek najmniejszej troski,  VU  – gatunek narażony, ;  NE  – gatunki niepoddane jeszcze ocenie.